# Tamela Hedström
Tamela Janaira Hedström Ruiz, conocida como Tamela Hedström (Uppsala, 23 de agosto de 1981) es una cantante y compositora costarricense de origen sueco, del género pop latino y soul multilinqüe.

## Biografía
Tamela Hegström nació en Uppsala,  Suecia hija de padre sueco y madre ecuatoriana. Agregado a esta diversidad cultural, pasó su niñez y adolescencia en Costa Rica, en donde todavía reside. La mezcla de culturas y nacionalidades le permitió lograr un estilo musical único que se refleja en sus canciones.
Su repertorio incluye influencias de Soul, Tropical Soul,  Pop Latino y música Tradicional. En 2012 la canción Acércate fue nominada al Grammy Latino en la categoría Mejor Canción Tropical.
Durante su carrera, ha colaborado con Michael Sembello (guitarrista de Stevie Wonder y
ganador del Grammy para Maniac), Héctor Barez, Jerry Medina y Víctor Vázquez miembros deCalle 13), el productor costarricense Walter Flores (5 veces ganador del Grammy productor de Rubén Blades y Editus (ganador del Grammy Latino). En el 2007, participó
en Swedish Idol, por lo que destacó con su participación en el Tour Swedish Idol en todo el país. Esta experiencia la llevó a colaborar con varios productores musicales suecos.
En dos ocasiones, realiza el acto de apertura en los conciertos de reconocidos artistas, como el cantante puertorriqueño Chayanne y Calle 13 en Costa Rica. También mira como “la novia” en el video musical de Latin American Idol ganador guatemalteco Carlos Peña, en su sencillo “Desesperadamente“.
En 2004, Tamela sufrió un accidente de tráfico rompiéndose la espalda, la cadera y huesos de las piernas pasando 6 meses en el hospital.
Después de 25 cirugías y más de 100 intervenciones, le tomó a un año y ocho meses para poder sentir sus piernas nuevamente. A lo largo de 7 años, pudo volver a caminar y reclamar su carrera.
También trabajó como presentadora de televisión en las tres redes primordiales en Costa Rica: Estéreo (espectáculo musical en vídeo en Teletica), Quien Sabe Sabe (Repretel), Así Vivimos Los Ticos (Canal 9) y en el programa italiano / español de radio Ciao Italia (Hola Italia) (94,7 FM).
Su álbum Tamela incluye la canción nominada al Latin Grammy Acércate y otras diez canciones escritas y compuestas por ella misma. En el álbum colaboró con músicos de Calle 13 (Héctor Barez, Jerry Medina, Víctor Vázquez), también con una de las mejores bandas de salsa en Costa Rica: Son de Tiquizia. Esta producción también estaba en manos de reconocidos productores suecos como Jan Lundkvist y Emanuel Olsson. Tamela grabó su material en SoloHits Studios con el conocido productor Checko D’Avila. Su primer vídeo Se me fue fue primero emitido en Telehit de México y su canción Murió nuestro amor alcanza la posición #1 en la radio costarricense “Zeta FM” durante cinco semanas y se mantiene en el top 10 durante 18 semanas y por participar en Tu Cara Me Suena 2015.